# 佐祖利 (佐洛喬夫區)
49°48′57″N 24°57′11″E / 49.81583°N 24.95306°E
佐祖利（烏克蘭語：Зозулі），是烏克蘭西部的村莊，隸屬利維夫州的佐洛奇夫區。該村面積1.09平方公里，海拔高度313米，人口620，人口密度每平方公里575.87人。